# لین رینولدز
لین رینولدز (انگلیسی: Lynn Reynolds؛ ۷ مهٔ ۱۸۸۹ – ۲۵ فوریهٔ ۱۹۲۷) یک کارگردان اهل ایالات متحده آمریکا بود.